# Elaeagnus xingwenensis
Elaeagnus xingwenensis — вид квіткових рослин з родини маслинкових (Elaeagnaceae). Поширення: Китай (Сичуань). Росте на висотах ≈ 1200 метрів.

## Біоморфологічна характеристика
Це вічнозелений кущ ≈ 3 метри заввишки. Колючок не видно. Ніжка листка коричнева, ≈ 18 мм; листова пластинка вузькоеліптична, ≈ 9.5 × 3 см, бічні жилки 5 або 6 з кожного боку середньої жилки, неясні, основа клиноподібна, край загорнутий, верхівка загострена. Суцвіття в пазухах зрілого листя. Кістянка еліпсоїдно-веретеноподібна, ≈ 1.4 × 0.7 см.